# Букс (Санкт-Галлен)
Букс (нем. Buchs) — город и коммуна в Швейцарии, в кантоне Санкт-Галлен. Входит в состав округа Верденберг. Официальный код — 3271.

## История
Букс впервые упоминается в письменных источниках в 765 году как de Pogio. В 1213 году упоминается как Buchs (Букс).

## География
Площадь коммуны составляет 15,95 км². 39,6 % территории занимают сельскохозяйственные угодья; 27,8 % — леса; 25,1 % — населённые пункты и дороги; оставшиеся 7,5 % — не используются (реки, озёра). Букс расположен в долине реки Рейн, на границе с Лихтенштейном.

## Население
По данным на 31 декабря 2012 года население Букса составляет 11 535 человек. По данным на 2007 год 30,4 % населения коммуны составляли иностранные граждане. Иностранные граждане (на 2000 год) включают: 181 чел. из Германии, 412 чел. из Италии, 1199 чел. из бывшей Югославии, 189 чел. из Австрии, 168 чел. из Турции и 470 чел. из других стран. По данным на 2000 год 84,9 % населения назвали родным языком немецкий; 3,8 % — сербохорватский и 2,9 % — албанский. Учитывая только коренные швейцарские языки (на 2000 год) 8826 человек считали родным языком немецкий; 62 человека — французский; 282 человека — итальянский и 39 человек — романшский.
Возрастной состав населения (2000 год): 11,2 % — младше 9 лет; 12,5 % — от 10 до 19 лет; 13,8 % — от 20 до 29 лет; 16,5 % — от 30 до 39 лет; 14,0 % — от 40 до 49 лет; 12,8 % — от 50 до 59 лет; 9,3 % — от 60 до 69 лет; 6,3 % от 70 до 79 лет; 3,2 % — от 80 до 89 лет и 0,5 % — старше 90 лет.
Динамика численности населения по годам:
| 1831 | 1850 | 1900 | 1950 | 2000   |
| ---- | ---- | ---- | ---- | ------ |
| 1781 | 2015 | 3851 | 5204 | 10 399 |

## Известные уроженцы
- Симон Швенденер — швейцарский ботаник
- Генрих Рорер — швейцарский физик, лауреат Нобелевской премии по физике в 1986 г.

## Галерея

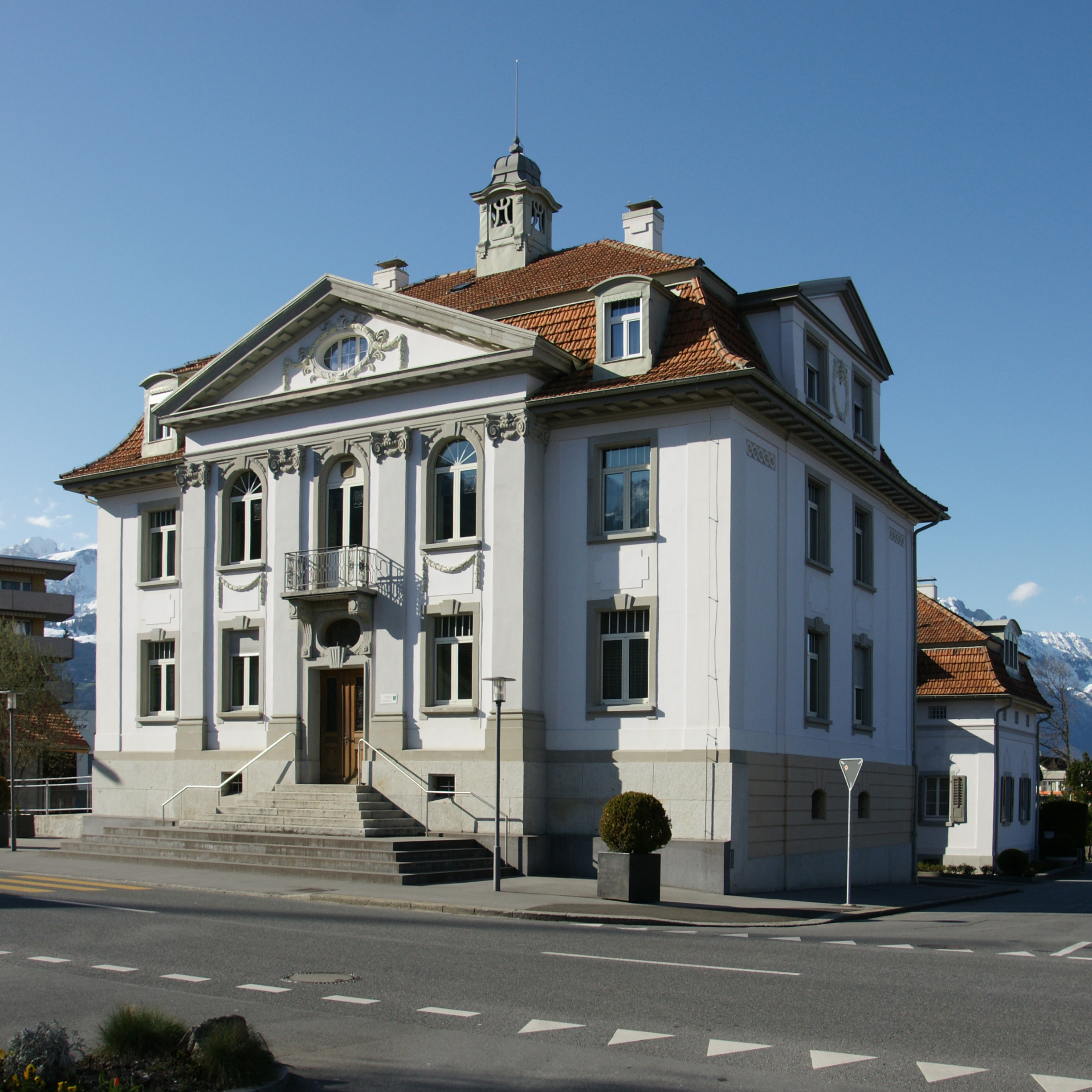
Окружной суд Верденберга
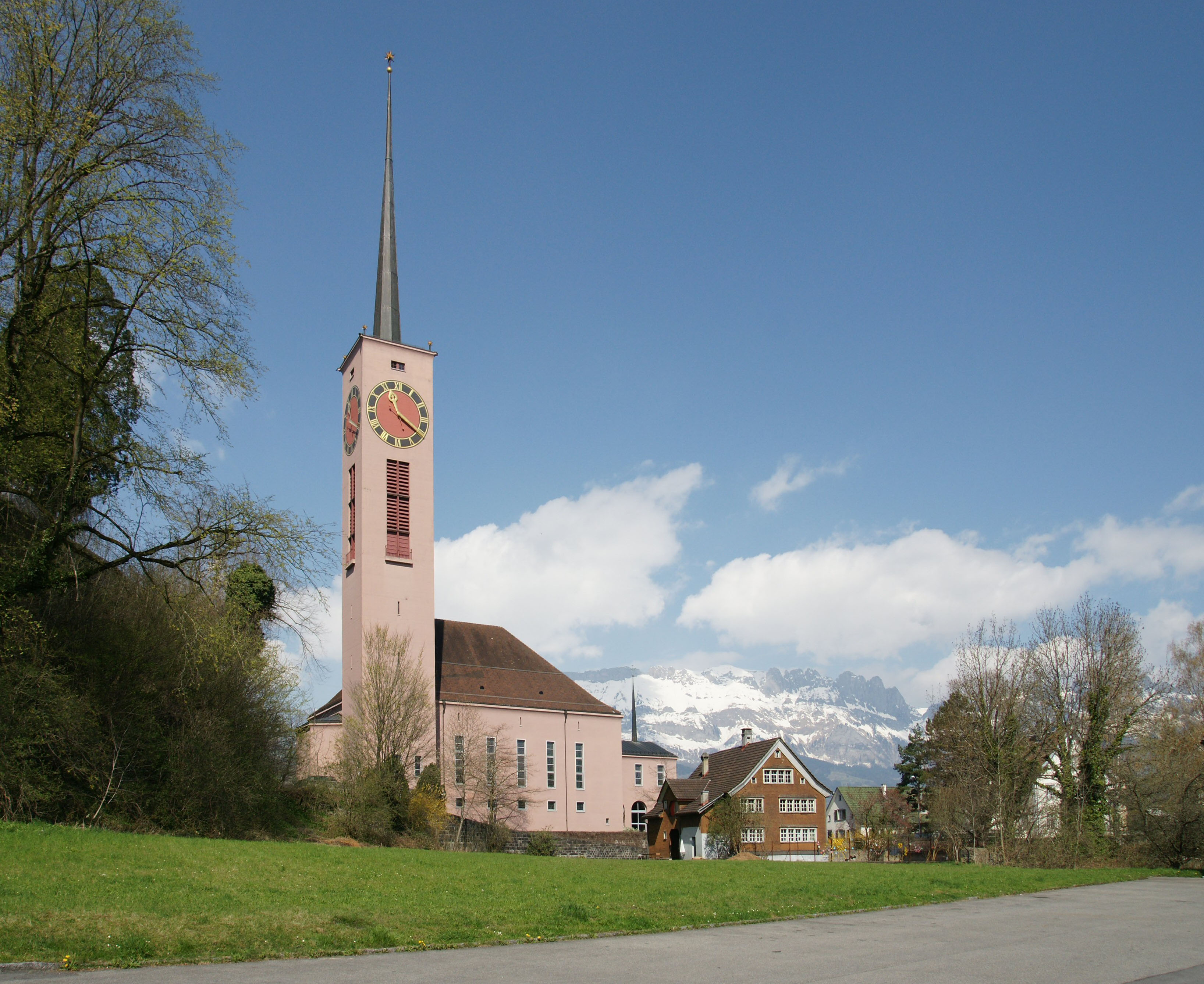
Реформистская церковь
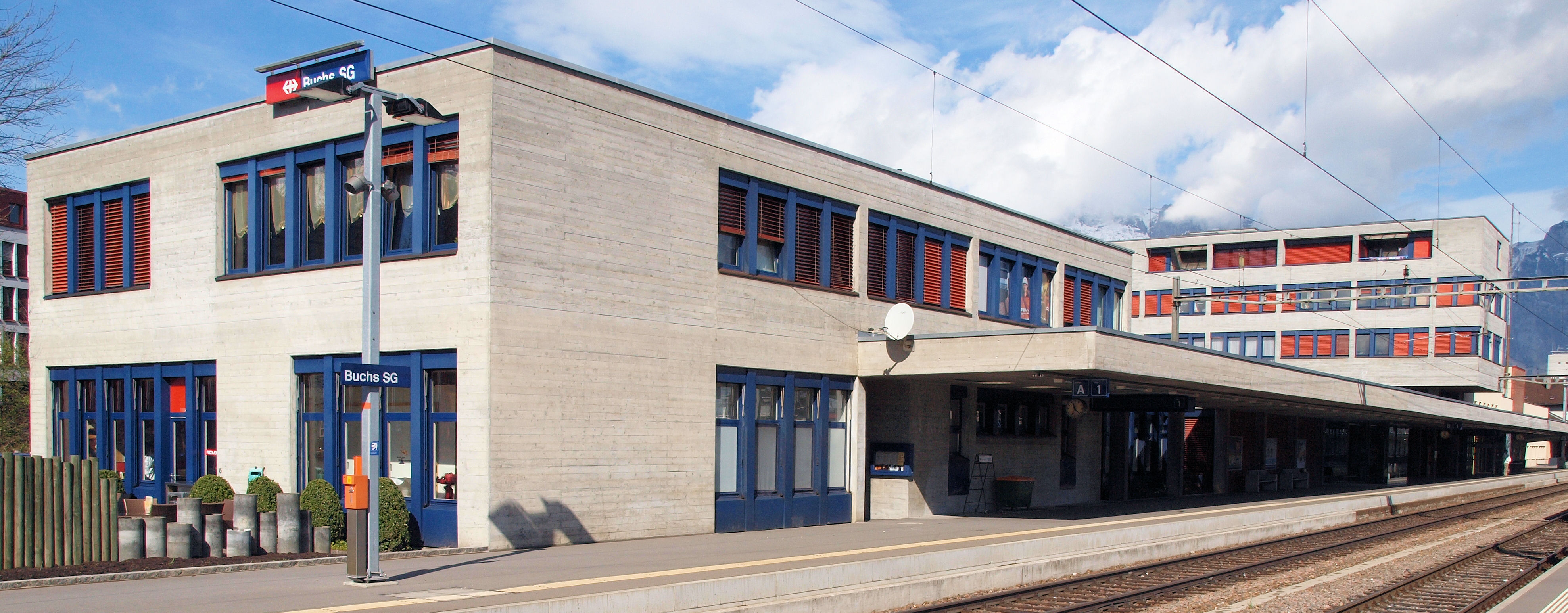
Железнодорожная станция
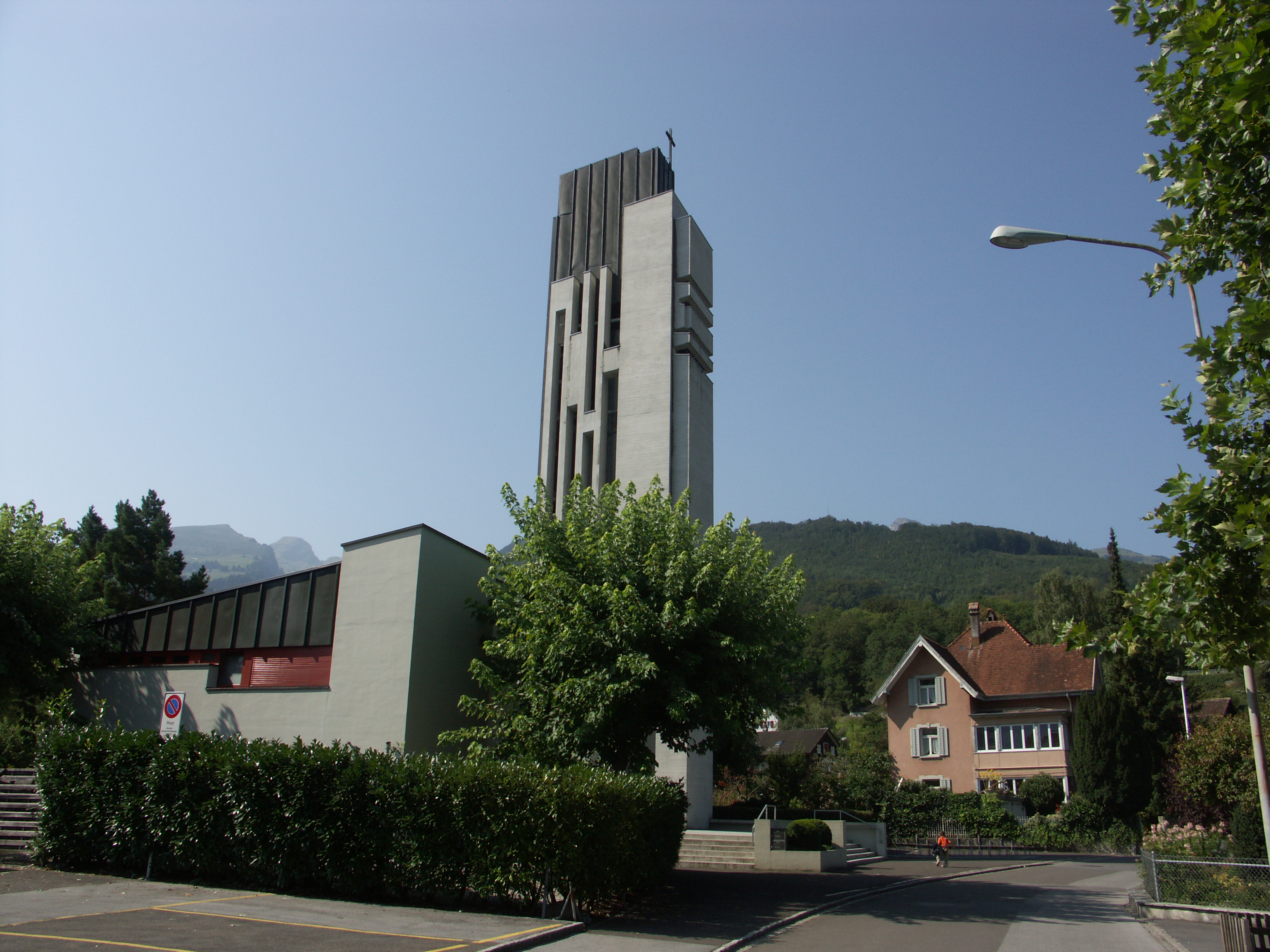
Церковь Святого Сердца
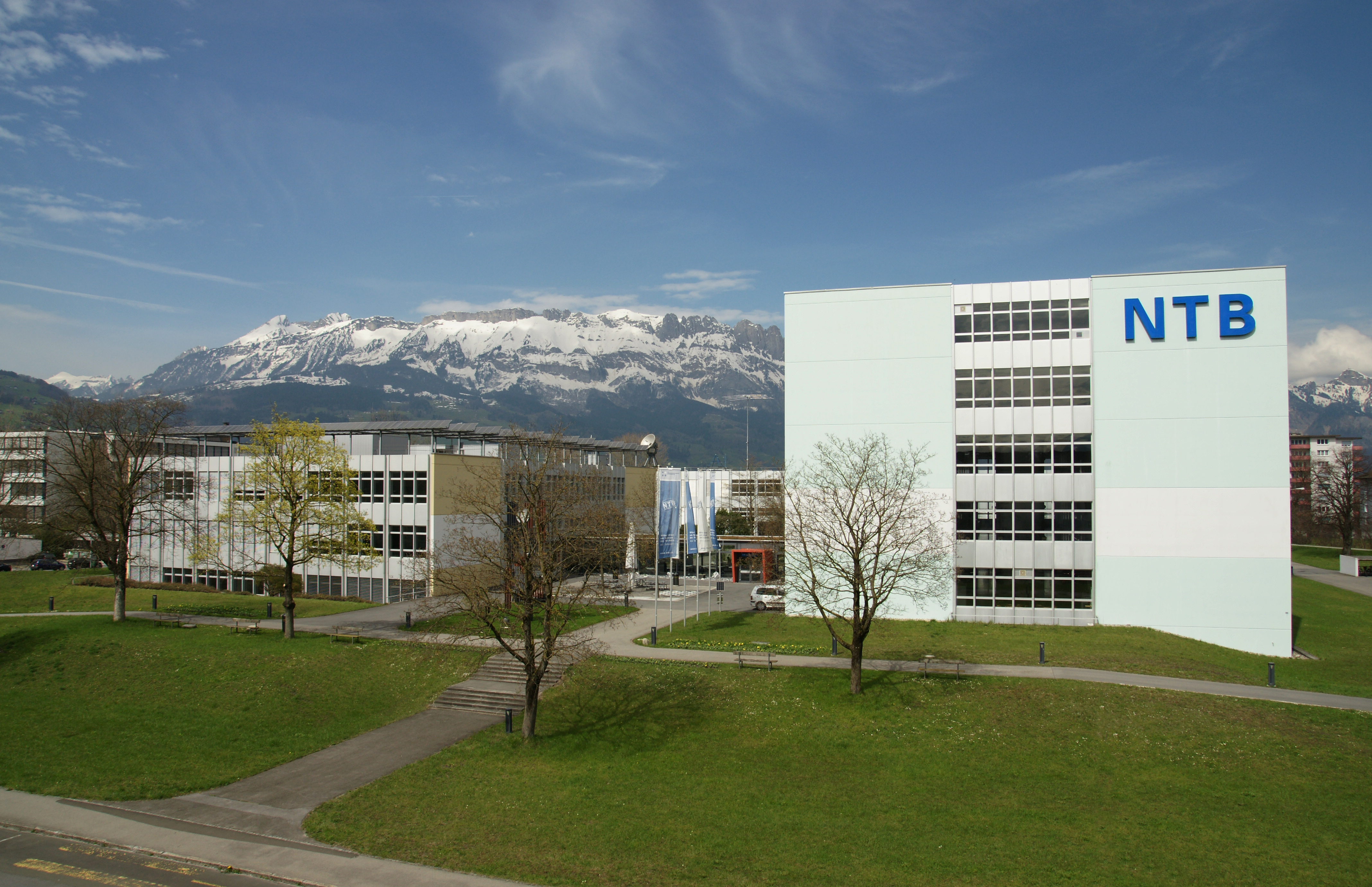
Технологический университет